# Betula seravschanica
Betula seravschanica — вид квіткових рослин родини березові (Betulaceae). Вид описаний у Таджикистані у горах Зеравшанського хребта з гірської системи Памір. Вважається синонімом до Betula tianschanica